# Бойцов, Анатолий Сергеевич
Анатолий Сергеевич Бойцов (26 апреля 1932 — 3 июня 1994) — советский и российский теннисист, тренер по теннису, судья. Мастер спорта СССР (1957).

## Биография
Родился в 1932 году.
В теннис начал играть в 14 лет. Тренировался у И. Иванова, Е. Кудрявцева, Э. Негребецкого.
Чемпион СССР 1948 в одиночном разряде среди юношей. Абсолютный чемпион ВЦСПС (1954). 21-кратный чемпион Ленинграда в одиночном (1958, 1960 — лето), парном (1954—56, 1959, 1962—63 — лето; 1957, 1959, 1960, 1963 — зима) и смешанном (1958—59, 1960, 1962 — лето; 1957—58, 1960—61, 1964) разрядах. Входил в десятку сильнейших теннисистов СССР (1955—58; лучшее место — третье, 1958). Был игроком сборной команды СССР (1948—58). В 1955 году выполнил норматив на звание мастера спорта СССР. Представлял общество «Динамо» (Ленинград).
После окончания выступлений занимался тренерской и судейской работой. Окончил ГДОИФК им. П. Ф. Лесгафта. Работал тренером в Казахстане, Молдавии, Узбекистане (1953—60), в 1961 году переехал жить и работать в Ленинград.
Среди подопечных Анатолия Сергеевича Бойцова — мастера спорта СССР Е. Викторова, Г. Иванова, Е. Комарова, Л. Медведева, Е. Кузнецова, И. Огарева, С. Царикова, Б. Коган и другие выдающиеся теннисисты.
Также был спортивным арбитром. Судья всесоюзной категории (1977).
Скончался 3 июня 1994 года в Санкт-Петербурге. Похоронен на кладбище Санкт-Петербургского крематория.
В 1994—96 гг. в Санкт-Петербурге проводился турнир памяти Анатолия Сергеевича Бойцова.